# Mopsolodes
Mopsolodes is een geslacht van spinnen uit de familie springspinnen (Salticidae). 

## Soorten
De volgende soorten zijn bij het geslacht ingedeeld:
- Mopsolodes australensis Żabka, 1991